# Біллі Геррінґтон
Вільям Ґлен Гарольд Геррінґтон або Біллі Геррінґтон (англ. William Glen Harold Herrington; 14 липня 1969, Норт-Бабилон, Саффолк, Нью-Йорк, США — 2 березня 2018, Палм-Спрінгс, Ріверсайд, Каліфорнія, США) — актор, модель, Отримав популярність зніманнями в порнофільмах 1990-х років. Став відомим інтернет-мемом завдяки низці гей-порнофільмів на відеохостингах, як, наприклад, на японському Nico Nico Dōga, де його називали «Aniki» (яп. 兄貴), що перекладається, як «старший брат». Знявся в низці пародійних кліпів під назвою «Gachimuchi Pants Wrestling» (яп. ガチムチパンツレスリング Gachimuchi Pantsu Resuringu). Є одним зі персонажів субкультури Ґачімучі. Зріст — 185 см, вага — 111 кг.

## Життєпис
Народився і виріс в Лонг-Айленді в сім'ї вчителя карате. З дитинства займався боксом, боротьбою і карате.
У 21 рік втратив батька, в 24 роки переїхав у Нью-Йорк і, кинувши бойові мистецтва, почав займатися бодибілдінгом, досягнувши в цьому певних успіхів. Через якийсь час він з допомогою свого знайомого відправив свої фотографії в оголеному вигляді в редакцію журналу Playgirl, що принесло йому нагороду «Справжній чоловік місяця» і 500 доларів гонорару. Ці фотографії потрапили на очі режисерові Джеймсу Френчу, який два роки потому зняв Геррінґтона в головній ролі в одному зі своїх фільмів.
Геррінґтон став актором гей-фільмів, отримавши безліч нагород від відповідних організацій і популярність в якості однієї з основних «зірок» цього напряму в кінці 1990-х років (за його словами, саме знімання в цих фільмах допомогли йому зрозуміти його бісексуальність). Також брав участь у багатьох телешоу.
Восени 2002 року Геррінґтон став батьком. У першій половині 2000-х років він працював стриптизером в гей-клубах США, але 2008 року оголосив про завершення кар'єри та відхід на роботу в будівельну компанію, що належить його родичам.
2016 року Біллі у своєму твіттері ― невідомо, жартівливо, чи ні ― написав фанату, що він гетеросексуал.

### Смерть
Увечері 1 березня 2018 року Геррінгтон потрапив в автокатастрофу на трасі 111 штату Каліфорнія в Ранчо-Міраж. Його знайшли затиснутим в уламках і доставили до лікарні Палм-Спрінгс, де він помер наступного дня. Про смерть Біллі Геррінґтона повідомила його мати, Кетлін Вуд, у Facebook Шанувальники відреагували на це сотнями відео на сайтах для обміну відео та дошках оголошень. Прощання з Геррінгтоном відбулося на кладовищі Forest Lawn у Кесідрал-Сіті.

## Інтернет-мем
Геррінґтон став героєм ґачимучі серед користувачів Інтернету в країнах Східної Азії після того, як уривок одного з його відео «Тренування» був розміщений на Nico Nico Douga, японському файлообмінному сайті. Про нього були зроблені тисячі «мешап»-відеопародій, багато з яких використовують навмисно спотворені в плані звучання рядки з його фільмів. У Японії він відомий під прізвиськом «Big Brother» (兄貴 aniki) серед спільноти Nico Nico Douga, і більшість з відео з ним умисно позначені тегами «Wrestling Series» (レスリングシリーズ resuringu shirīzu)), «Forest Fairy» (森の妖精 mori no yōsei), «Philosophy» (哲学 tetsugaku) або всіма трьома.
Геррінґтон побував в Японії в лютому 2009 року для участі у прямому ефірі заходу, організованого Nico Nico Douga і компанією-виробником іграшок для дорослих Good Smile Company в Акіхабара. Він сказав, що творчість шанувальників одночасно лестить і змушує схилити голову на знак поваги. Обмежена тиражем серія екшн-фігурок Геррінґтона була випущена в липні 2009 року. Дві інших обмежених серії були випущені на Хеллоуїн і Різдво у тому ж році.
У 2025 в Курській області встановили патріотичне панно, на якому сім раз використали фото Геррінгтона.

### В Україні
Восени 2021 року мешканець Запоріжжя опублікував петицію, в якій запропонував міській раді перейменувати площу Маяковського на честь Біллі Геррінґтона, обґрунтувавши пропозицію тим, що в місті крім площі є сквер та алея поета, а перейменування може залучити туристів. До того ж за його словами, Геррінґтон має широку фанатську базу на території України та суміжних держав. Петиція зібрала 805 підписів і була відхилена.
У липні 2022 року в Україні петиція до Президента України від одесита Олексія Матвєєва щодо заміни пам'ятника російській імператриці Катерині II на пам'ятник американському порноактору Біллі Геррінґтону набрала понад 25 тисяч голосів. Володимир Зеленський зреагував на петицію та відповідно до законодавства щодо місцевого самоврядування попросив міську раду Одеси обговорити знесення монумента.
Після популяризації мему про оргію на Щекавиці та пов'язаного твіттер-обговорення, офіційний акаунт інтернет-магазину Rozetka встановив аватар з Біллі під назвою «розетка-кун» (кун — хлопець з японської) на деякий час за результатами голосування.

## Фільмографія
- 1998 — 9½ Inches (Thor Productions)
- 1998 — Wrestlers: Muscle Fantasies 2 (Can-Am Productions)
- 1999 — Workout: Muscle Fantasies 3 (Can-Am Productions)
- 1999 — Minute Man 17 (Colt Studios)
- 1999 — Minute Man 18 (Colt Studios)
- 1999 — Body Shop (All Worlds)
- 1999 — Summer Trophies (Pacific Sun Entertainment)
- 1999 — Tales from the Foxhole (All Worlds)
- 1999 — Lords Of The Locker Room (Can-Am Productions)
- 2000 — Playing with Fire 2 (All Worlds)
- 2000 — The Final Link (All Worlds)
- 2000 — HotMen CoolBoyz[it] (Zentropa)
- 2001 — Conquered (All Worlds)
- 2001 — Flesh Trap (Fox Studios)
- 2002 — Naked Muscles (Colt Studios)
- 2003 — Ryker'Web s (Arena)
- 2006 — Minute Man Solo 27: Big Shots (Colt Studios)
- 2007 — Bodybuilders' Jam #22 (2007) (Jimmy Z Productions)
- 2007 — Bodybuilders' Jam #23 (2007) (Jimmy Z Productions)
- 2017 — Billy Herrington: Unseen 1 (2017) (Can-Am Productions)
- 2017 — Billy Herrington: Unseen 2 (2017) (Can-Am Productions)

## Нагороди та номінації

### Нагороди
- Премія кінокомпанії Colt Studios
  - 2000 — Людина року[26]
- Премія Adult Erotic Gay Video Awards
  - 2002 — Найкраща сцена групового сексу — за фільм «Підкорений»[27]

### Номінації
- Премія Adult Erotic Gay Video Awards
  - 2002 — Найкращий актор за фільм «Підкорений»[27]
  - 2002 — Найкраща сцена сексу втрьох — за фільм «Підкорений»